# Liv Ullmann
Liv Ullmann (Tokyo, 16 dicembre 1938) è un'attrice, regista e sceneggiatrice norvegese, vincitrice dell'Oscar alla carriera nel 2022.

## Biografia
Figlia di un ingegnere aeronautico, Erik Viggo Ullmann (1907–1945), e di Janna Erbe Lund (1910–1996), la sua famiglia emigrò in Canada e poi negli Stati Uniti per sfuggire all'invasione nazista della Norvegia durante la seconda guerra mondiale. Dopo la morte accidentale del padre, ucciso da un'elica d'aereo, ritornò in Norvegia nella città natale della madre a Trondheim, dove trascorse la sua infanzia. Liv Ullmann iniziò la sua carriera teatrale, sembra contro la volontà della famiglia. Dopo aver seguito corsi di teatro, prima a Londra poi a Oslo, si fece notare per la sua interpretazione in un adattamento teatrale de Il diario di Anna Frank, nel quale ebbe il ruolo di protagonista. Interpretò anche dei drammi di Bertolt Brecht, Goethe, Henrik Ibsen.
Nel cinema, dopo alcuni film che le permisero di acquistare una certa esperienza, la Ullmann iniziò una lunga e fruttuosa collaborazione con il regista svedese Ingmar Bergman, che scrisse per lei la sceneggiatura di Persona (1966), film nel quale diresse anche Bibi Andersson. Il sodalizio artistico proseguì con i film L'ora del lupo (1968), Passione (1969), Scene da un matrimonio (1973) e soprattutto Sussurri e grida (1972), dove il talento del regista e l'interpretazione dell'attrice diedero i risultati migliori. La Ullmann e Bergman vissero insieme fino al 1970 ed ebbero una figlia, Linn, che ancora bambina apparve in alcuni film di suo padre. Nel 1978 affiancò Ingrid Bergman (in una delle sue ultime interpretazioni) in Sinfonia d'autunno. Nel 2003 il regista e l'attrice lavorarono ancora una volta insieme nel film Sarabanda. Recitò anche in un paio di film del regista svedese Jan Troell, ovvero Karl e Kristina (1970) e Una donna chiamata moglie (1974).
Nella sua carriera la Ullmann ha preso parte anche a diversi film americani, tra cui La papessa Giovanna (1971) di Michael Anderson, La signora a 40 carati (1973) di Milton Katselas, La rinuncia (1974) di Anthony Harvey, Quell'ultimo ponte (1977) di Richard Attenborough e Mosse pericolose (1984) di Richard Dembo. In Italia è stata diretta da Mario Monicelli in Speriamo che sia femmina (1985) e da Mauro Bolognini in Mosca addio (1986).
Liv Ullmann passò anche lei alla regia e ottenne un certo successo con Sofie (1992) e un buon risultato di cassetta in Norvegia con l'adattamento di una trilogia romanzata della scrittrice premio Nobel Sigrid Undset: Kristin Lavransdatter. Nel 1996 diresse Conversazioni private, scritto da Ingmar Bergman, e nel 2000 L'infedele, con la sceneggiatura del suo ex compagno. Ha scritto due libri autobiografici che sono stati tradotti anche in italiano, Cambiare (1976) e Scelte (1984).
Ha due matrimoni alle spalle: uno con lo psichiatra Hans Jacob Stang durato dal 1960 al 1965 ed uno con l'agente immobiliare Donald Richard Saunders dal 1985 al 1995.

## Filmografia

### Attrice

Liv Ullmann ospite del Giffoni Film Festival 1990

- The Wayward Girl (Ung flukt), regia di Edith Carlmar (1959)
- Persona, regia di Ingmar Bergman (1966)
- L'ora del lupo (Vargtimmen), regia di Ingmar Bergman (1968)
- La vergogna (Skammen), regia di Ingmar Bergman (1968)
- An-Magritt, regia di Arne Skouen (1969)
- Passione (En Passion), regia di Ingmar Bergman (1969)
- L'uomo dalle due ombre (De la part des copains), regia di Terence Young (1970)
- Karl e Kristina (Nybyggarna Utvandrarna), regia di Jan Troell (1970)
- L'assassino arriva sempre alle 10 (The Night Visitor), regia di László Benedek (1971)
- La papessa Giovanna (Pope Joan), regia di Michael Anderson (1971)
- Sussurri e grida (Viskningar och rop), regia di Ingmar Bergman (1972)
- Orizzonte perduto (Lost Horizon), regia di Charles Jarrott (1973)
- Scene da un matrimonio (Scener ur ett äktenska), regia di Ingmar Bergman (1973)
- La signora a 40 carati (40 Carats), regia di Milton Katselas (1973)
- Una donna chiamata moglie (Zandy's Bride), regia di Jan Troell (1974)
- La rinuncia (The Abdication), regia di Anthony Harvey (1974)
- Léonor, regia di Juan Luis Buñuel (1975)
- L'immagine allo specchio (Ansikte mot ansikte), regia di Ingmar Bergman (1976)
- Quell'ultimo ponte (A Bridge Too Far), regia di Richard Attenborough (1977)
- L'uovo del serpente (The Serpent's Egg), regia di Ingmar Bergman (1977)
- Sinfonia d'autunno (Höstsonaten), regia di Ingmar Bergman (1978)
- Gli amori di Richard (Richard's Things), regia di Anthony Harvey (1980)
- Prigioniero senza nome (Jacobo Timerman: Prisoner Without a Name, Cell Without a Number), regia di Linda Yellen – film TV (1983)
- Mosse pericolose (La Diagonale du fou), regia di Richard Dembo (1984)
- Il ragazzo della baia (The Bay Boy), regia di Daniel Petrie (1984)
- Speriamo che sia femmina, regia di Mario Monicelli (1985)
- Mosca addio, regia di Mauro Bolognini (1986)
- Gaby - Una storia vera (Gaby: A True Story), regia di Luis Mandoki (1987)
- Gli indifferenti, regia di Mauro Bolognini – miniserie televisiva (1988)
- Il bue (Oxen), regia di Sven Nykvist (1991)
- Drømspel, regia di Unni Straume (1994)
- Sarabanda (Saraband), regia di Ingmar Bergman – film TV (2003)
- Zwei Leben, regia di Georg Maas e Judith Kaufmann (2012)
- Searching for Ingmar Bergman, regia di Margarethe Von Trotta – documentario (2018)

### Regista
- Sofie (1992)
- Kristin Lavransdatter (1995)
- Lumière and Company (1995)
- Conversazioni private (Enskilda samtal) (1996)
- L'infedele (Trolösa) (2000)
- Miss Julie (Fröken Julie) (2014)

## Riconoscimenti
- Premio Oscar
  - 1973 – Candidatura alla migliore attrice protagonista per Karl e Kristina
  - 1977 – Candidatura alla migliore attrice protagonista per L'immagine allo specchio
  - 2022 – Premio alla carriera
- Golden Globe
  - 1973 – Migliore attrice in un film drammatico per Karl e Kristina
  - 1974 – Candidatura alla migliore attrice in un film commedia per La signora a 40 carati
  - 1975 – Candidatura alla migliore attrice in un film drammatico per Scene da un matrimonio
  - 1977 – Candidatura alla migliore attrice in un film drammatico per L'immagine allo specchio
  - 1990 – Candidatura alla migliore attrice in un film drammatico per The Rose Garden
- Mostra del Cinema di Venezia
  - 1980 – Premio Pasinetti per Richard's Things
- David di Donatello
  - 1974 – David speciale per Sussurri e grida
  - 1975 – Migliore attrice straniera per Scene da un matrimonio
  - 1979 – Candidatura alla migliore attrice straniera per Sinfonia d'autunno
  - 1986 – Candidatura alla migliore attrice protagonista per Speriamo che sia femmina
  - 1987 – Migliore attrice protagonista per Mosca addio
- Amanda Awards 
  - 1992 – Riconoscimento d'onore
- Festival del cinema di Montréal
  - 1995 – Gran premio speciale delle Americhe
- Festival internazionale del cinema di Copenaghen
  - 2003 – Premio alla carriera
- Berlinale
  - 2004 – Premio per il suo eccezionale contributo artistico europeo al cinema
- Guldbagge
  - 1969 – Miglior attrice per La vergogna
  - 2014 – Premio Guldbagge onorario

## Doppiatrici italiane
Nelle versioni in italiano delle opere in cui ha recitato, Liv Ullmann è stata doppiata da:
- Vittoria Febbi in Sussurri e grida, Scene da un matrimonio, Una donna chiamata moglie, L'immagine allo specchio, Quell'ultimo ponte, L'uovo del serpente, Sinfonia d'autunno, Speriamo che sia femmina, Mosca addio, Gaby - Una storia vera, Gli indifferenti, Sarabanda
- Maria Pia Di Meo ne La vergogna, Passione, Karl e Kristina
- Melina Martello ne L'ora del lupo, La signora a 40 carati
- Dhia Cristiani in Persona
- Rita Savagnone ne L'uomo dalle due ombre
- Daniela Nobili in Prigioniero senza nome
- Aurora Cancian ne Il ragazzo della baia